# 戦慄怪奇ファイル コワすぎ!FILE-01【口裂け女捕獲作戦】
『戦慄怪奇ファイル コワすぎ!FILE-01【口裂け女捕獲作戦】』は、2012年製作、7月4日発売のオリジナルビデオ作品
。

## 概要
モキュメンタリー形式のホラー作品、『戦慄怪奇ファイル コワすぎ!』シリーズの第1弾。スピンオフ作品に『Kudo's Secret』がある
。
名古屋の映画館シネマスコーレでワールドプレミア上映として『FILE-02【震える幽霊】』と交互に上映された。イベント『史上最恐の劇場版』公開記念 “コワすぎ!祭”にて劇場上映された。また、『史上最恐の劇場版』公開記念 “コワすぎ!祭”では戦慄怪奇ファイルコワすぎ!シリーズ作品『FILE-02【震える幽霊】』、『FILE-03【人喰い河童伝説】』、『FILE-04【真相！トイレの花子さん】』、『劇場版・序章【新説・四谷怪談 お岩の呪い】』も上映された。
本作で登場した「呪いの髪飾り」は、のちの作品でも重要なキーアイテムとなっている。

## あらすじ
住宅地でトレンチコートを着た長身でマスクをした挙動不審の女性を撮影した動画が投稿される。その姿を見たディレクター工藤は「現代に蘇った口裂け女だ」と判断し、口裂け女を捕獲して一攫千金を狙う。
アシスタント市川とカメラマン田代の3人で投稿者の矢野明と北村一史に会い、現場で動画を検証すると、改めて女の走る早さを再確認する。さらに近所で聞き込みをしたところ、異常な行動をとり、悪臭を放つホームレスらしき長身の女性を見かけたことがあると言う。調査を進めると、近所で気味の悪い落書きを見かけるようになったことが判明する。続いてホームレスを見かける公園で聞きこみをすると、確かに長身の女性が住んでいたことが判明。聞き取りをしたホームレスの腕には奇妙な飾り物があり、それは口裂け女から貰った物だと言う。
一方気味の悪い落書きを調べたところ、何かの呪術らしいということが分かり、より詳しい話を聞くため、呪術の本家・犬井の元を訪れる。彼女は初め話を渋っていたが、工藤が掴んでいたネタを振ると、一転して感情的になり、ようやく話し出した。それによると、女は犬井の弟と付き合っていたが、別れさせるために女に呪いをかけて追放した。また、ホームレスに贈られた飾り物は、実は呪いがかかっており、付けた者は死ぬという。
犬井の家から戻った工藤たちは、街で先日話を聞いたホームレスに出会う。改めて話を聞こうとしたところ、ホームレスは轢き逃げに遭い死亡する。部屋に戻った矢野と北村からは、夜中に部屋でおかしな事が起きるようになったとの連絡を受ける。部屋の前にビデオを仕掛け、確認するとそこには口裂け女の姿があった。工藤は口裂け女の捕獲を実行に移すが失敗、さらに、投稿者の1人も失踪してしまう。失踪した家で撮った映像を確認すると、そこにはまさしく口裂け女の姿が映っていたのだった。

## キャスト
- 工藤仁：大迫茂生

本作の主人公。映像制作会社でディレクターを務める。粗暴かつ短気な性格で、老若男女問わず暴力に訴え出る過激な一面があるが、刃物を手にした相手に及び腰になったり市川を使うなど気の弱さも見せる。投稿映像がきっかけで口裂け女の謎に迫る。
- 市川実穂：久保山智夏

ヒロイン的な立ち位置の女性。工藤の部下でアシスタントディレクターを務める。工藤からは度々理不尽な扱いを受けるが、基本的に命令には忠実。交渉や、暴走する工藤の抑え役も務める。
- 田代正嗣：白石晃士

本作の映像を撮影しているカメラマン。たいていの場合、彼が最初に怪現象をカメラに収めている。どんな時でも撮影を止めないプロ意識の高い男。
- 口裂け女：西山真來

都市伝説の口裂け女に酷似した特徴の人物。かつてある呪術師と関わりを持っていた。
- 矢野明：舘野豪

映像の投稿者。工藤の策で口裂け女捕獲を手伝う事となる。
- 北村一史：村上ROCK

矢野の友人。元陸上部。
- 呪われたホームレス：仁科貴

口裂け女が身を寄せていた公園に住んでいるホームレス。工藤から「とりあえず」と千円札を渡され情報を要求されるも逃げ出したため、工藤の暴力の被害に遭った。口裂け女が配布していた呪具のために命を落とす。
- 犬井：松本雅子

本家を名乗る呪術師の一族の末裔。彼女の代で家系は途絶える予定らしい。弟は呪詛返しにより命を落としているが本人は否定している。
- 南山博隆：富岡邦明

呪術などに詳しい研究家。

## スタッフ
- 監督・脚本・撮影：白石晃士
- 製作統括：原啓二郎
- プロデューサー：三上真弘、田坂公章
- 助監督：中川究矢
- 音響監督：中川究矢
- 特殊造形：相蘇敬介
- 特殊造形助手：堤瑠衣子 松本美香（SRYM.）
- スチール：伴貞良
- 制作応援：梅沢佳朗
- 編集：宮崎歩
- 制作：ビデオプランニング
- 製作：ニューセレクト
- 販売：アルバトロス
- 発売：プライムウェーブ・ネクシード

## 漫画
コミカライズが『月刊コミックビーム』（KADOKAWA）にて、2024年5月号より同年10月号まで連載された。漫画は羽生生純が担当。
- 白石晃士、ニューセレクト（原案）・羽生生純（漫画）『戦慄怪奇ファイル コワすぎ！【口裂け女捕獲作戦】』KADOKAWA〈ビームコミックス〉、2024年10月11日発売[7]、ISBN 978-4-04-738150-6